# Campionat del Món de Ral·lis Cross-Country 2016
La temporada de 2016 del Campionat del Món de Ral·lis Cross-Country, anomenat oficialment FIM Cross-Country Rallies World Championship, fou la 14a edició d'aquest campionat, organitzat per la FIM. El xilè Pablo Quintanilla va guanyar el títol i Laia Sanz ho feu en categoria femenina. El canvi més important del calendari fou l'eliminació com a prova puntuable del Ral·li dels Faraons.

## Proves
Fonts:
|   | Prova        | Dates                       | Guanyador motos               | Guanyador quads           |
| - | ------------ | --------------------------- | ----------------------------- | ------------------------- |
| 1 | 2-7 abril    | Abu Dhabi Desert Challenge  | Toby Price (KTM)              | Rafal Sonik (Honda)       |
| 2 | 17-22 abril  | Sealine Cross-Country Rally | Sam Sunderland (KTM)          | Ignacio Casale (Yamaha)   |
| 3 | 2-7 juny     | Sardegna Rally Race         | Juan Pedrero (Sherco)         | Sébastien Souday (Yamaha) |
| 4 | 21-27 agost  | Atacama Rally               | Pablo Quintanilla (Husqvarna) | Rafal Sonik (Yamaha)      |
| 5 | 3-10 octubre | OiLibya Rally               | Toby Price (KTM)              | Sébastien Souday (Yamaha) |

## Classificació

### Motos
| Pos | Pilot               | Moto      | Punts |
| --- | ------------------- | --------- | ----- |
| 1   | Pablo Quintanilla   | Husqvarna | 96    |
| 2   | Sam Sunderland      | KTM       | 89    |
| 3   | Toby Price          | KTM       | 87    |
| 4   | Hélder Rodrigues    | Yamaha    | 51    |
| 5   | Pierre Renet        | Husqvarna | 49    |
| 6   | Juan Pedrero        | Sherco    | 41    |
| 7   | José Cornejo        | KTM       | 40    |
| 8   | Xavier de Soultrait | Yamaha    | 38    |
| 9   | Kevin Benavides     | Honda     | 36    |
| 10  | Adrien Van Beveren  | Yamaha    | 28    |
| 12  | Laia Sanz           | KTM       | 25    |
| 15  | Armand Monleon      | Husqvarna | 19    |
| 45  | Rosa Romero         | KTM       | 4     |

### Quads
| Pos | Pilot              | Moto   | Punts |
| --- | ------------------ | ------ | ----- |
| 1   | Rafal Sonik        | Yamaha | 125   |
| 2   | Sébastien Souday   | Yamaha | 56    |
| 3   | Ignacio Casale     | Yamaha | 47    |
| 4   | Camelia Liparoti   | Yamaha | 23    |
| 5   | Bruno da Costa     | Yamaha | 19    |
| =   | Axel Dutrie        | Yamaha | 19    |
| =   | Kees Koolen        | Honda  | 19    |
| 8   | Alexandre Jonchere | Honda  | 16    |
| =   | Kamil Wisniewski   | Yamaha | 16    |
| 10  | Mátyás Somfai      | KTM    | 14    |
| =   | Antoine Lecompte   | Yamaha | 14    |

### Altres guanyadors
| Categoria    | Guanyador          |
| ------------ | ------------------ |
| Junior       | José Cornejo (KTM) |
| Femenina     | Laia Sanz (KTM)    |
| Constructors | KTM                |